# اينار كريستيان هاوغن
اينار كريستيان هاوغن هو سياسي نرويجي، ولد في 22 نوفمبر 1905، وتوفي في 12 مارس 1968. نشط حزبياً في حزب العمال. وقد انتخب نائب عضو برلمان النرويج ‏ عن دائرة فستفولد ‏ وقد انضم خلال فترته النيابية ‏ (1958 – 1961) للكتلة البرلمانية حزب العمال وانتخب نائب عضو برلمان النرويج ‏ عن دائرة فستفولد ‏ وقد انضم خلال فترته النيابية ‏ (1954 – 1957) للكتلة البرلمانية حزب العمال وانتخب نائب عضو برلمان النرويج ‏ عن دائرة فستفولد ‏ وقد انضم خلال فترته النيابية ‏ (1950 – 1953) للكتلة البرلمانية حزب العمال.